# Magnus liber organi

Фронтиспис флорентийской рукописи Pluteus 29.1 (XIII в.) — крупнейшего источника Magnus liber organi

Magnus liber organi (Ма́гнус ли́бер о́ргани, лат. «Великая книга орга́нума») — условное обозначение масштабного (более 1000 пьес) рукописного собрания музыки, содержащего репертуар парижской школы Нотр-Дам. Наибольшую ценность представляют многоголосные композиции в технике органума (отсюда оригинальное название). Рукописи «Magnus liber organi» датируются XIII в., древнейший содержащийся в них музыкальный репертуар — второй половиной XII в.

## Краткая характеристика
Название тематической подборки «Magnus liber organi» (MLO) принадлежит Анониму IV Кусмакера — безымянному теоретику музыки Ars antiqua, автору небольшого трактата «De mensuris et discantu» (1270-80). Традиционно MLO ценится как коллекция органумов для двух, трёх и четырёх голосов. В действительности рукописи MLO содержат не только органумы (с многочисленными клаузулами), но также кондукты, (двухголосные) мотеты, строфические песни с рефреном, сочинения прочих жанров.
Главные источники, содержащие собрание (все XIII в.), — две рукописи из Библиотеки герцога Августа — Guelf. 628 Helmst. (условное сокращение W1) и Guelf. 1099 Helmst. (W2) и одна рукопись из флорентийской Лауренцианы (Pluteus 29.1; часто сокращается как F). Вольфенбюттельская рукопись W1 считается наиболее древней из трёх, содержит 328 пьес в 26 выделяемых палеографами слоях. Вольфенбюттельская рукопись W2 содержит около 300 пьес в 33 слоях. Флорентийская (иллюминированная) рукопись F содержит 1043 пьесы в 27 слоях (в том числе 130 двухголосных, 83 одноголосных, 59 трёхголосных и 3 четырёхголосных кондукта) и является самой обширной (в рамках одного кодекса) дошедшей до нас коллекцией средневековой музыки.
Полного издания MLO в современной транскрипции не существует. Многоголосные органумы (и родственные жанры) из MLO опубликованы под редакцией Эдварда Рёзнера (Roesner) в семитомном собрании, выпущенном издательством «Éditions de l’Oiseau-Lyre» (Монако, 1993—2009).

## Издания
- Le Magnus Liber Organi de Notre-Dame de Paris, publié sous la direction de Edward H. Roesner. 7 vls. Monaco: Éditions de l’Oiseau-Lyre, 1993—2009.